# Father Divine

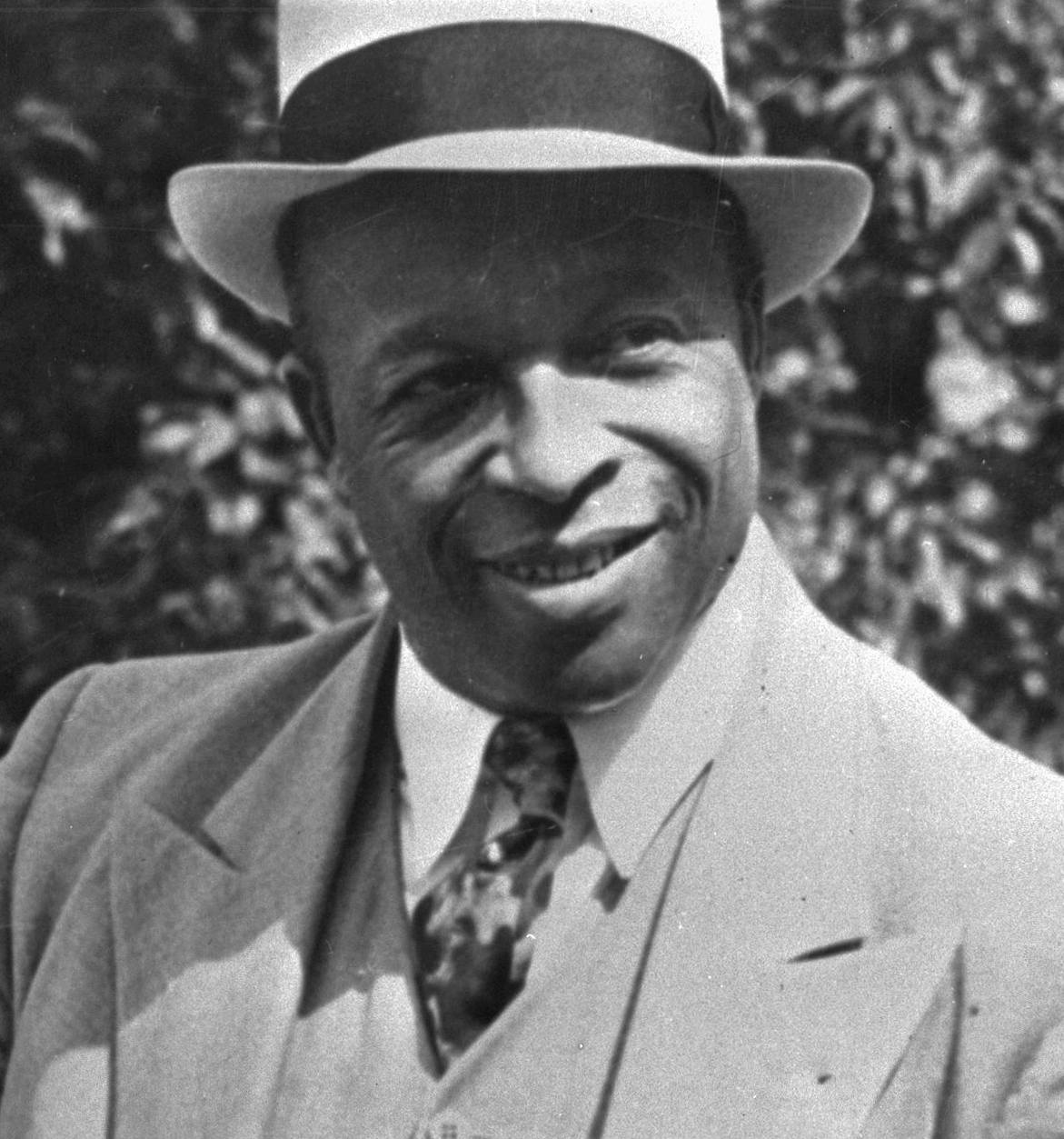
Father Divine (1938)

Father Divine (IPA: 'faːðɘ dɪ'vaɪn), zu Deutsch „Göttlicher Vater“, (geb. 1879 als George Baker; gest. 10. September 1965 in Woodmont, Philadelphia, Pennsylvania) war ein US-amerikanischer religiöser Führer, der vor allem in den 1930er Jahren in den Vereinigten Staaten tätig war.

## Leben
Father Divine gründete die Peace Mission Movement und formulierte eine religiöse Doktrin, die mehr und mehr Einfluss überwiegend unter der schwarzen US-amerikanischen Bevölkerung gewann. Er setzte sich für die afro-amerikanische Bevölkerung ein und kämpfte gegen die Rassentrennung in den Vereinigten Staaten. Er nannte sich auch Reverend General Jealous Divine und war als the Messenger (der Bote) bekannt.
Wenig ist über seine Kindheit bekannt. 1899 wurde er Assistent von Father Jehovia, dem Gründer einer religiösen Gruppierung. Anfang des 20. Jahrhunderts arbeitete er als Gärtner in Baltimore. Bei einem Aufenthalt in Kalifornien im Jahr 1906 wurde er von den Thesen Charles Fillmores, des Gründers der Unity Church, ergriffen. Er besuchte häufig die baptistische Kirche und schloss sich Samuel Morris an, er predigte mit ihm in Baltimore, dann im Süden (1912–1914). Bald darauf ließ er sich mit einigen Anhängern in Brooklyn nieder (1914), dann in Sayville (Long Island) im Jahr 1919. Er hielt zahlreiche Reden in der Stadt New York City, besonders in Harlem im Rockland Palace, einem alten Casino. In den 1930er Jahren ließ er sich in Harlem nieder. Die Mitglieder seiner Bewegung kauften Hotels in der Stadt, um daraus „Heavens“ (Himmel) zu machen, worin die Ärmsten während der Weltwirtschaftskrise Unterkunft finden und sich Arbeit suchen konnten. Nach den Krawallen 1935 wurde die Bewegung mehr und mehr politisch. Er widersetzte sich immer stärker der Rassentrennung. 1940 organisierte er eine Petition gegen die Lynchjustiz, die 250.000 Unterschriften sammelte. 1942 ließ sich Father Divine in Philadelphia nieder, wo er bis zu seinem Tod blieb. 1951 forderte er, dass den Nachfahren der Sklaven Reparationen gezahlt werden sollten.
Anhänger seiner Bewegung waren auch in Deutschland aktiv. Im März 1954 erschien ein Foto von ihm auf der Titelseite der Zeitschrift Der Spiegel.
Seine Bewegung war ein Vorläufer der US-amerikanischen Civil rights movement (Bürgerrechtsbewegung).